# جناس محرف
جناس محرّف در آرایه‌های ادبی از انواع جناس است که ارکان جناس در هیئت حروف (حرکت و سکون) مختلف باشند؛ مانند «سَوار و سِوار»، «خَلق و خُلق» و «تَرک و تَرَک». تشدید نیز در این مقوله جای دارد و حرف مشدّد در حکم یک حرف است، مانند مفرط و مفرّط. در کتاب نگاهی تازه به بدیع جناس محرف، اختلاف در مصوّت کوتاه است و اختلاف در مصوت بلند تحت عنوان جناس اشتقاق از این مقوله خارج شده است. جلال‌الدین همایی نیز مواردی همچون «زمین و زمان»، «آستان و آستین»، «کمان و کمین»، «پارسی و پارسا»، «توختند و تاختند»، «سوختند و ساختند» را از مقوله جناس شبه‌اشتقاق دانسته است. همچنین در کتب درسی دبیرستان مصوت‌های بلند در شمار صامت‌ها قرار دارد و اختلاف در آن از مقوله جناس اختلافی به‌شمار رفته است؛ به این معنی که «بازار و بیزار» در کنار «بخت و رخت» و «یاد و یار» مطرح شده است.